# Fácil de amar
Fácil de amar es una telenovela chilena de Canal 13 emitida durante el segundo semestre del año 1992. Adaptación de la telenovela Plumas e paêtes creada por Cassiano Gabus Mendes; su productor y guionista fue Javier Larenas Peñafiel. Contó con las actuaciones principales de Cristián Campos, Sandra O'Ryan, Catalina Guerra, Sebastián Dahm, y la participación antagónica de Gloria Laso .

## Argumento
Fácil de amar cuenta la vida de seis grupos familiares, a través de historias paralelas, que se entremezclan por el romance, las intrigas, pasiones y desencuentros de cada uno de sus miembros, las cuales se presentan y desarrollan en forma liviana y con toques de humor.
La historia comienza cuando Omar (Marcial Edwards), que está viviendo en Concepción, recibe una carta de su padre, Gustavo (Domingo Tessier), permitiéndole el regreso a casa después de haber convencido a su esposa, Berta (Nelly Meruane), que perdonara la vida irresponsable y ligera que había llevado el hijo de ambos hasta ese momento.
Omar logró tranquilizarse después de conocer a Julia (Sandra O'Ryan) y vivir con ella un tiempo. Ambos deciden regularizar su situación y casarse. Gustavo y Berta conocen las intenciones de su hijo a través de las cartas que este les escribe, pero no conocen el nombre ni el rostro de su futura nuera ya que Omar nunca se lo dijo ni les mando fotografía para que la conocieran. Feliz con la aceptación de sus padres, Omar quiere regresar a Santiago con Julia, lo antes posible.
Marcela (Sandra O'Ryan) es una joven solitaria que fue criada por su abuela. Al morir esta, siguió viviendo con sus tíos, que no la quieren y se aprovechan de ella. Al enterarse de que Omar y Julia regresan a Santiago, les pide que la lleven con ellos, pues teme que sus tíos la echen de la casa al darse cuenta de que está embarazada de Renato (Cristián Campos), al cual ella conoce como Pablo. Omar y Julia que la quieren y estiman, acceden a llevarla al comprender que Pablo no regresará a buscarla como se lo había prometido. Los tres parten felices a Santiago en el auto de Omar y poco antes de llegar sufren un accidente fatal, del cual solo se salva Marcela. La familia de Omar, al enterarse de lo sucedido, la confunde como su futura nuera y se sienten responsables por ella, llevándosela a vivir a su casa. Marcela, viéndose sola y desamparada, sin conocer a nadie en Santiago y con la angustia de estar esperando un hijo sin contar con recursos económicos, vence su conciencia y se hace pasar por Julia.
Eduardo (Sebastián Dahm), hermano de Omar, se enamora perdidamente de Marcela y rompe su noviazgo con Claudia (Marcela Osorio), quien es hija de Cristián (Juan Carlos Bistoto) e Irene (María Elena Duvauchelle), amigos de siempre de Gustavo y Berta.
Gustavo al igual que su hija Mariela (Carolina Infante), acogen con cariño y amistad a Marcela. Sin embargo, Berta, que nunca confió en su historia y que sospecha algo, comienza a hacerle la vida imposible, más aún, cuando se entera de que Eduardo quiere casarse con ella, logrando finalmente que se vaya de la casa.
Ayudada por Mariela y Gustavo, Marcela se va a vivir con un grupo de modelos que comparten un departamento en un edificio donde viven tres de los grupos familiares que componen la historia.
Macarena (Liliana García), Amanda (Catalina Guerra) y Verónica (Adriana Vacarezza) son modelos de la agencia "Glamour", de la cual es dueño Eduardo sin que nadie lo sepa, ya que ésta es administrada por Luisa (Gloria Laso), quien tiene una antigua relación de amor con este.
Al enterarse de que Eduardo piensa dejarla de lado para casarse con Marcela se desespera y comienza a hacerle la vida imposible con el fin de impedir ese matrimonio.
Raúl (Edgardo Bruna) y Yasna (Liliana Ross), que viven en el mismo edificio de las modelos, son los padres de Renato, que por cerca de un año se encuentra viajando por distintas ciudades del país. Renato es un joven rebelde y mujeriego que se lleva mal con su padre, razón por la cual prefiere estar lejos del hogar, a pesar de que sabe que su madre lo extraña.
Al pasar por Concepción conoció a Marcela, sintiendo por ella una gran atracción, lo cual no le impidió abandonarla, sin saber que la dejó embarazada. Al regresar a Santiago, retoma su noviazgo con Amanda que lo ha esperado con verdadera devoción. Tanto Amanda como Marcela no saben que Renato es el mismo hombre al cual ellas aman apasionadamente.
Cuando finalmente Marcela se entera de que Renato es Pablo, sufre un gran impacto y se siente desesperada sin saber que hacer. Por un lado sigue amando a Renato y por el otro, se siente comprometida con Eduardo que se ha entregado por entero a ella.
Tampoco quiere herir a Amanda y a los padres de Eduardo, que se sienten dichosos con la "nieta" que les dio de su hijo Omar. Hasta Berta se suavizó con Paula, nombre con el cual Marcela bautizó a su hija y que dio a luz antes de que regresara Renato.
Sin embargo, en cuanto este se entera de que tiene una hija, su forma de ser comienza a cambiar y finalmente termina casándose con Marcela, en contra de la voluntad de Amanda que da una dura lucha para quedarse con él.
Mario (Roberto Vander) es el administrador del edificio y gerente de la fábrica de blue jeans de Rebeca (Ana María Martínez). Mario es viudo y tiene dos hijos: Sandra (Irene Llano), que quiere ser cantante y Andrés (Juan Pablo Bastidas) que la acompaña con su guitarra. Mario se opone terminantemente que su hija sea cantante profesional y se presente en público, solo le permite cantar en reuniones íntimas para sus amistades, lo que obliga a sus hijos a mentirle y presentarse a escondidas en distintos shows y clubes hasta que logran triunfar.
Por su parte, Andrés está enamorado de Amanda, la que lo ignora sistemáticamente. Sin darse por aludido, Andrés insiste en perseguirla, sacándole fotos donde puede, convencido de que con este sistema terminará conquistándola.
Finalmente, Andrés terminará enamorándose de Nadia (Araceli Vitta), hermana de Ángel y Amanda. Por otro lado, Macarena se siente atraída por Andrés, sufriendo en silencio el desinterés que este demuestra en ella. Posteriormente, Macarena se dará cuenta que su amor está fuera de lugar, por ser Andrés menor que ella, y comienza a interesarse en Francisco, quien es amigo de Eduardo, el cual le regala parte de sus acciones para que se haga cargo de la agencia "Glamour" con el objeto de que lo libere definitivamente de Luisa.
Mario persigue a Rebeca dejando entrever que está enamorado de ella, aunque persiste la duda de si su amor es por interés a la fortuna que esta posee y que heredará su único hijo Jorge (remigio Remedy), joven malcriado y vividor que se aprovecha de las debilidades que su madre siente por él.
Rebeca es viuda y no tuvo un buen matrimonio, por lo que es reacia a intentarlo de nuevo, a pesar de los esfuerzos que le infunde María (Violeta Vidaurre), ama de llaves y amiga de confianza de ella. Pese a sus temores, Rebeca se siente atraída por Genaro (Patricio Achurra), quien es jefe de seguridad de su fábrica y vive en el mismo edificio de Mario, junto a su hermana Blanca (Sandra Solimano), que se gana la vida vendiendo ropa y baratijas.
Por su parte, Genaro ama a Rebeca pero se siente insignificante para declararle su amor, sintiendo un odio profundo hacia Mario por considerarlo su rival más peligroso al ver que este tiene mayores oportunidades de relacionarse con ella en su calidad de gerente de la fábrica.
Jorge se siente más a sus anchas cuando está sentimentalmente ligado a mujeres de la categoría social más baja que la de él. Es por esta razón que comienza a salir con Nadia, la cual sirve café en las oficinas de gerencia de la fábrica de su madre. Sus intenciones son seducirla para aprovecharse de ella y luego olvidarla. Por su parte, Nadia desde el primer momento se enamora de Jorge y sufre con las constantes humillaciones que este le hace.
Los deseos de Rebeca son los de casar a su hijo con Claudia, pero éstos se ven frustrados ya que los dos sienten una antipatía mutua.

## Reparto
- Cristián Campos como Renato / Pablo
- Sandra O'Ryan como Marcela Silva / Julia Torres
- Catalina Guerra como Amanda Bascur.
- Roberto Vander como Mario Fuenzalida.
- Ana María Martínez como Rebeca
- Patricio Achurra como Genaro
- Liliana García como Macarena
- Fernando Kliche como Francisco
- Sebastián Dahm como Eduardo Alzárraga.
- Gloria Laso como Luisa
- Marcela Osorio como Claudia
- Armando Fenoglio como Gustavo Alzárraga
- Nelly Meruane como Berta Alzárraga
- Sandra Solimano como Blanca
- Adriana Vacarezza como Verónica
- Edgardo Bruna como Raúl
- Liliana Ross como Yasna
- Remigio Remedy como Jorge Huerta.
- Felipe Castro como Ángel Bascur
- Araceli Vitta como Nadia Bascur
- Lucy Salgado como Sonia Andrade
- Violeta Vidaurre como María
- Fernando Farías como Clodomiro Bascur.
- María Elena Duvauchelle como Irene
- Irene Llano como Sandra Fuenzalida.
- Eduardo Mujica como Cristián
- Carolina Infante como Mariela Alzárraga
- Juan Pablo Bastidas como Andrés Fuenzalida
- Alejandra Fosalba como Lidia
- Carlos Embry como Kurt
- Emilio García como Carmelo
- Domingo Tessier como Eleuterio
- Sergio Urrutia como Manuel
- Loreto Araya-Ayala como Rosa

### Recurrentes e invitados
- Exequiel Lavandero como doctor
- David Guzmán como Omar Alzárraga
- Daniela Piccoli como Julia Torres
- Álvaro Pacull como Pablo
- Ivette Vergara como Sofía
- Elvira López como Juana
- Francisco Melo como fotógrafo
- Catalina Saavedra

## Datos extras
- Retransmitida en una ocasión: desde el 7 de agosto de 2000, al 15 de enero de 2001, en el horario del mediodía.
- En 1994, se realizó una secuela de la teleserie llamada "Fácil de amar, la comedia".

## Banda sonora
- José Luis Rodríguez - Su Majestad, la vida (tema principal)
- Miguel Mateos - Si tuviéramos alas
- Phil Collins - One More Night
- Right Said Fred - Don't talk, just kiss
- Genesis - I can't dance
- Michael Jackson - Black or white
- Roxette - Paint
- Samantha Fox - Your house or my house
- Presuntos Implicados - Llovió
- Luz Casal - Es por ti